# .fm
.fm es el dominio de nivel superior geográfico (ccTLD) para los Estados Federados de Micronesia, un grupo de islas localizadas en el Océano Pacífico.
Este nombre de dominio es muy popular entre las estaciones de radio ya que recuerda a la abreviatura de "Frecuencia Modulada".
No es necesario vivir o estar registrado en los Estados Federados de Micronesia para adquirir un dominio .fm.
Otros ejemplos de ccTLDs de similares características son .am, .tv, .cd, .dj y .mu.